# Oostelijke houtpantserjuffer
De oostelijke houtpantserjuffer (Chalcolestes parvidens) is een juffer uit de familie van de pantserjuffers (Lestidae).
De wetenschappelijke naam van de soort werd in 1929 als Lestes parvidens gepubliceerd door Artobolevsky.